# Euphorbia rochaensis
Euphorbia rochaensis là một loài thực vật có hoa trong họ Đại kích. Loài này được (Croizat) Alonso Paz & Marchesi mô tả khoa học đầu tiên năm 1988.